# Hymn Grecji
Imnos is tin Elefterian (gre. Ύμνος είς την Ελευθερίαν, tłum. Hymn do wolności) – hymn Grecji, a także od roku 1966 hymn Cypru (tylko muzyka).
W Grecji jako hymn państwowy został zatwierdzony przez króla Jerzego I w 1864 roku. Księga rekordów Guinnessa wymienia go jako najdłuższy hymn (158 zwrotek). Autorem poematu „Imnos is tin Elefterian” (Hymn do wolności) jest grecki poeta patriotyczny Dionisios Solomos, dla którego inspiracją do napisania utworu była walka narodu greckiego w rewolucji 1821 roku. Hymn opiewa męstwo bojowników greckich, opisuje ich cierpienia i poświęcenie, potępia politykę mocarstw wobec Grecji.
Hymn został napisany w maju 1823 w Zakintos. W 1828 roku znany muzyk Nikolaos Mandzaros i przyjaciel Solomosa skomponował melodię do jego tekstu, ale nie jako marsz (w metrum 3/4, przypominającym poloneza). Utwór stał się popularny i zyskał uznanie w całej Grecji. Król Grecji Otton I nagrodził obu autorów, ale nie zatwierdził go jako hymn. Oficjalnym hymnem państwowym nadal był niemiecki hymn cesarski.
Minister wojny, w 1861, zapytał Mandzarosa ο skomponowanie marszu opartego na Imnos is tin Elefterian. Muzyk zmienił rytm i w marcu 1864, po zjednoczeniu Wysp Jońskich z Grecją, został zatwierdzony jako hymn państwowy. Pierwsze dwadzieścia cztery zwrotki zostały zatwierdzone, ale pierwsze dwie zwrotki są używane jako hymn, towarzyszą podnoszeniu i opuszczaniu flagi i są śpiewane na oficjalnych uroczystościach. Melodię pieśni wyróżnia nietypowe metrum sześciomiarowe, wywodzące się z ludowego tańca Tsamiko.
Imnos is tin Elefterian
(οι πρώτες 3 στροφές)

Σὲ γνωρίζω ἀπὸ τὴν κόψι

τοῦ σπαθιοῦ τὴν τρομερή,

Σὲ γνωρίζω ἀπὸ τὴν ὄψι,

ποὺ μὲ βία μετρά[ει] τὴ[ν] γῆ.

Ἀπ’ τὰ κόκκαλα βγαλμένη [lub -μένοι],

τῶν Ἑλλήνων τὰ ἱερά,

Καὶ σὰν πρῶτα ἀνδρειωμένη [lub -μένοι],

χαῖρε, ὢ χαῖρε, Ἐλευθεριά!

Ἐκεῖ μέσα ἐκατοικοῦσες

πικραμένη, ἐντροπαλή,

κι ἕνα στόμα ἀκαρτεροῦσες,

«ἔλα πάλι», νά σου πῇ.
Hymn do Wolności
(pierwsze 3 zwrotki)

Rozpoznaję Cię po cięciu

szabli budzącym respekt, podziw (przerażenie)

Rozpoznaję Cię po spojrzeniu

Co z przemożną mocą mierzy Ziemię

Ze świętych (czcigodnych) kości (dawnych) Hellenów zrodzona

I jak dawniej pełna męstwa,

Witaj! O witaj nam Wolności! –

(Bądź pozdrowiona, Wolności!)

W ukryciu, pełna goryczy i wstydu

Tęskniłaś jednych ust, które powiedzą Ci

Wracaj do nas! Bądź znów z nami!

## Przekład poetycki
Hymn do wolności
O, poznaję groźne ostrze

twego miecza z dawnych lat

i wzrok, co — gdy się rozpostrze —

zdoła podbić cały świat!
Witaj, witaj, o wolności,

co ożywiasz mężną krew!

Dawnych Greków święte kości

to twój skarbiec, to twój siew!
Tam, znękana i przygasła,

wśród bolesnych żyłaś snów,

oczekując tego hasła,

co cię wezwie: „powstań znów!”
Głucha cisza legła wokół,

długo nie nadchodził dzień...

Nas niewolny łańcuch okuł,

dusze okrył lęku cień...
O nieszczęsna! Ten jedyny

ślad pociechy ostał snać,

że wspominasz dawne czyny,

że — łzy jeszcze możesz lać...
O nie!... Oto dzieci twoje...,

ogniem płonąc w głębi łon,

wraz na krwawe spieszą boje,

na zwycięstwo albo zgon!...
Witaj, witaj, o wolności,

co ożywiasz mężną krew!

Dawnych Greków święte kości

to żywota twego siew!